# Jiří Císler
Jiří Císler (* 4. Februar 1928 in Budweis; † 17. April 2004 in Prag) war ein tschechischer Schauspieler, Bühnenautor, Regisseur, Musiker und Komponist. 

## Leben
Císler studierte an einer Handelsakademie, orientierte sich jedoch sehr bald auf Kunst und hat sich als Geiger ausbilden lassen. Ab 1947 wirkte er in Jihočeské divadlo (Südböhmisches Theater) in Budweis, ab den 1960er Jahren wechselte er zu verschiedenen Bühnen in Prag, Ústí nad Labem (hier in Kladivadlo), Mladá Boleslav und Pardubice. 1971 bis 1973 war er an der Prager Kleinkunstbühne Semafor und 1973 bis 1978 im Theater Ateliér, zusammen mit Josef Dvořák, in Prag tätig, wo er Regie bei zahlreichen Bühnenstücken führte.  Ab 1978 wirkte er in Činoherní klub in Prag als Schauspieler. Sein Projekt Hravé divadlo  (Verspieltes Theater), das er 1990 in Prag gründete, musste nach einem Jahr beendet werden.

## Filmografie
Císler spielte unter anderem in folgenden Filmen und Fernsehspielen:
- 1970: Das Ohr (Ucho)
- 1981: Wie die Welt um ihre Dichter kommt (Jak svět přichází o básníky)
- 1982: Die kleinen großen Hockeyspieler (Malý velký hokejista)
- 1983: Die Besucher (Návštěvníci, Fernsehserie, 9 Folgen)
- 1983: Hinter der Scheune ist ein Drache (Za humny je drak)
- 1983: Die tausendjährige Biene (Tisícročná včela)
- 1983: Samorost
- 1983: Ein Engel mit dem Teufel im Leib (Anděl s ďáblem v těle)
- 1986: Alžbětin dvůr
- 1988: Útěk ze seriálu